# Haven van Meppel

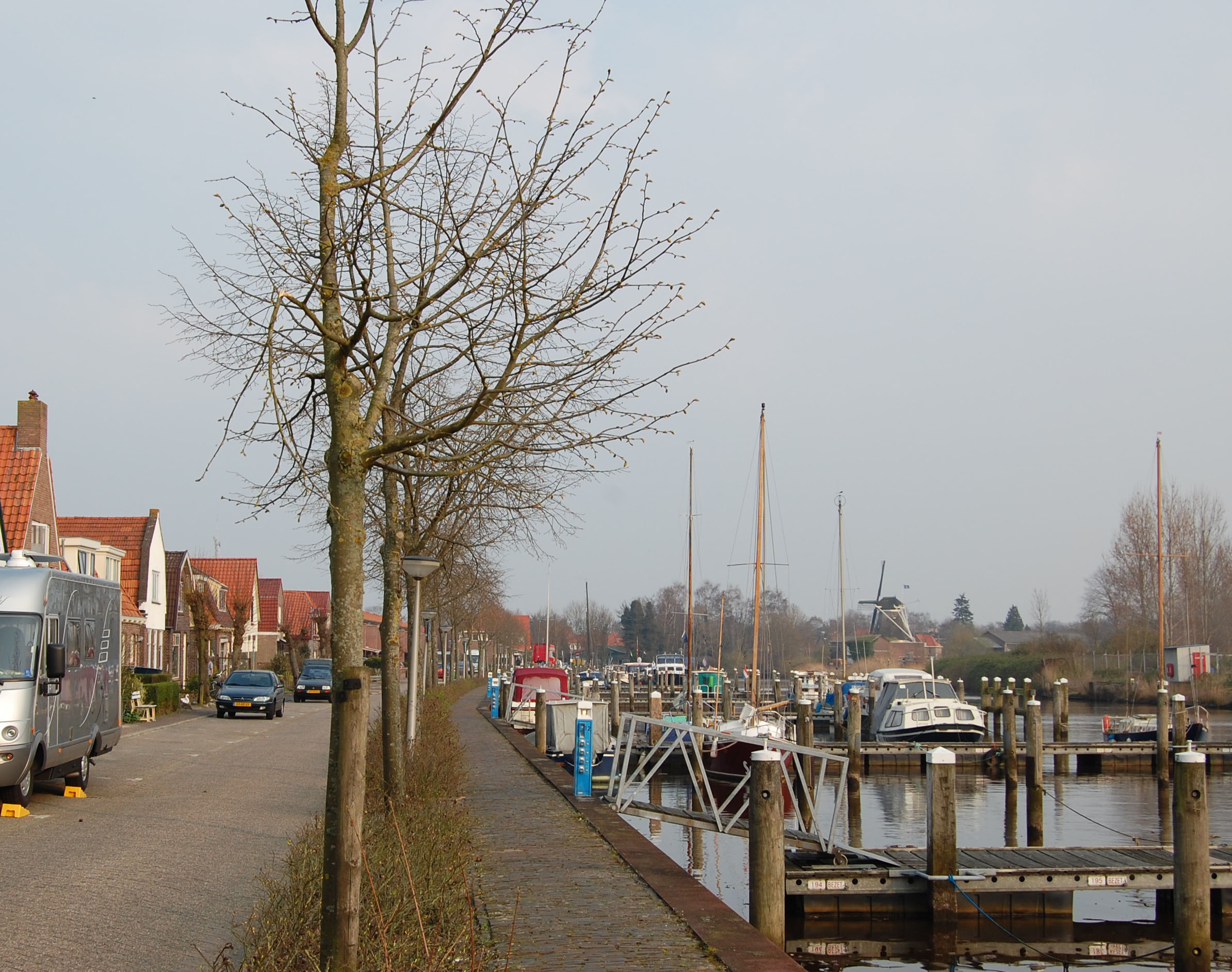
Haven van Meppel

De haven van Meppel in de Drentse plaats Meppel is een van de grootste binnenhavens van Noord-Nederland en de grootste haven van Drenthe. De 'Haven van Meppel' is de verzamelnaam voor een aantal havens. Hoewel zeer discutabel, wordt gesteld dat de haven van Meppel de meest landinwaarts gelegen zeehaven van Nederland is. De haven van Almelo is dieper landinwaarts gelegen.

## Locatie
De haven(s) van Meppel zijn bereikbaar via het Meppelerdiep. Om naar Meppel te varen vanaf bijvoorbeeld Amsterdam of het IJsselmeer vaart men via het Ketelmeer en het Zwarte Water naar Zwartsluis en dan via het Meppelerdiep naar Meppel.
Voor de aanleg van de Omgelegde Hoogeveense Vaart voeren alle schepen richting Hoogeveen en verder door het centrum van Meppel. Deze route is in de jaren tachtig van de 20e eeuw aangepast door de genoemde Omgelegde Hoogeveense Vaart omdat schepen te groot werden om door het kleine sluisje in Meppel te schutten. Schepen vanuit Zwartsluis kunnen nu vlak voordat ze Meppel invaren kiezen voor de Omgelegde Hoogeveense Vaart en hoeven niet meer door het centrum te varen.
Verkeer richting Assen via de Drentsche Hoofdvaart varen nog wel door tot Meppel en via de Kaapbruggen hebben ze toegang tot de Drentsche Hoofdvaart.

## Status
Meppel is, vooral vanwege de aanwezigheid van de containerterminal, aangemerkt als hoofdvaarweg. Via het Meppelerdiep is de terminal bereikbaar voor schepen tot 3000 ton met een diepgang tot 3,25 meter (bij waterstand=NAP). Schepen met een maximale omvang van 110 meter lang en 11,5 meter breed kunnen de terminal bereiken. Door de status van hoofdvaarwater wordt het vaarwater en de route ernaartoe zodanig onderhouden dat deze schepen bij normale waterstanden ongestoord de bestemming kunnen bereiken.

## Havens in Meppel
- Oude Vaart - direct na de (linker) Kaapbrug bij de ingang van de Drentsche Hoofdvaart
- Buitenhaven - haven direct achter de (rechter) Kaapbrug, doodlopend vaarwater
- Schuttevaerhaven - jachthaven bereikbaar via de Buitenhaven
- Sethehaven - nieuwste haven direct tegenover de container-terminal
- Jachthavens - zoals Jachthaven Meppel bv, Pro-Aqua, Holterman en de Gemeentelijke jachthavens.
- Wachthaven - uitsluitend voor beroepsvaart. Een faciliteit waar binnenvaart-schepen voor kortere periodes kunnen aanleggen - bijvoorbeeld in afwachting van een nieuwe vracht.
- Westeinde - passantenhaven
- Stadshaven - haven bij het historische stadscentrum, bereikbaar door de Meppelersluis, tevens begin van de stadsgrachten.

## Containerterminal
Het vaarwater naar Meppel wordt door Rijkswaterstaat aangemerkt als hoofdvaarwater. Deze status heeft Meppel vooral te danken aan de aanwezigheid van de containerterminal. De terminal wordt geëxploiteerd door het bedrijf MCS, er worden zo'n 28.000 containers per jaar overgeslagen. De terminal bevindt zich op het industrieterrein 'Oevers B'.

## Jachthavens
Meppel heeft een aantal jachthavens. De havens 'Jachthaven Meppel BV' en de gemeentelijke jachthavens kennen zowel houders van een vaste ligplaats als passantenplaatsen. De gemeentelijke jachthavens liggen in of direct bij het centrum van de stad. Passanten kunnen ook een plekje vinden in de stadsgrachten, deze zijn bereikbaar via de schutsluis in de voormalige Hoogeveense Vaart route. Vaste ligplaats houders en passanten kunnen verder een ligplaats vinden in de havens Buitenhaven, Schuttevaerhaven en de steigers langs het Westeinde. Jachthaven Meppel BV ligt op het 'natte industrieterrein' Oevers D, schuin tegenover de container-terminal. Een andere commerciële jachthaven is 'Pro Aqua' aan de noordzijde van Meppel langs de Drentsche Hoofdvaart.

## Wachthaven
De (gemeentelijke) wachthaven is een havenkom aan de zuidkant van de stad langs het Meppelerdiep. Het is uitsluitend bestemd voor beroepsvaart die een tijdelijke ligplaats zoekt, bijvoorbeeld in afwachting van een nieuwe bevrachting. Deze faciliteit is uitsluitend voor de beroepsvaart en er zijn geen faciliteiten als douches of toiletten. Er zijn huisvuil-containers, drinkwater en de mogelijkheid om, bij gebruik van een eigen hijskraan, een auto aan land te zetten.